# 브라간사현

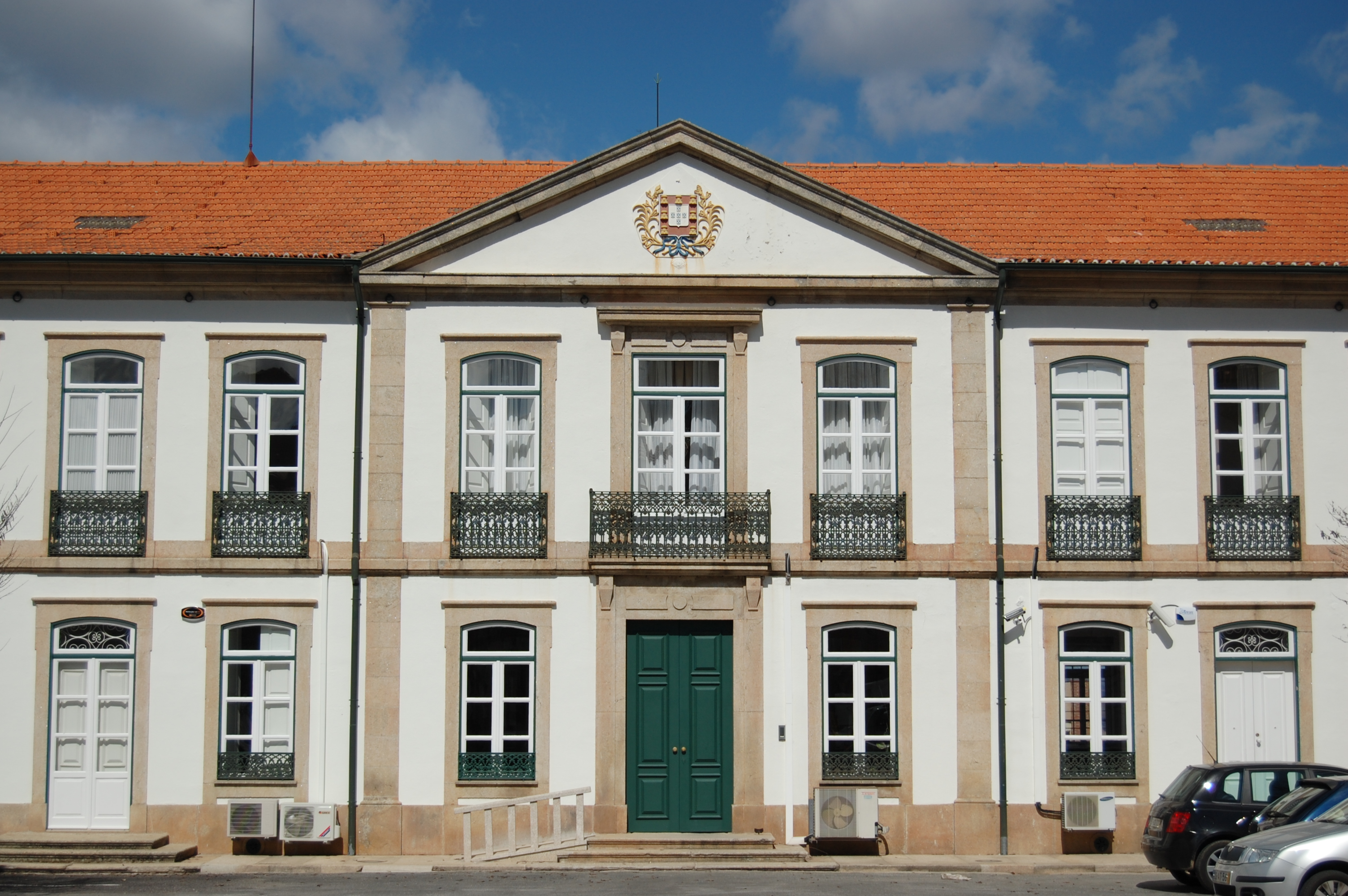

브라간사현(포르투갈어: Distrito de Bragança 디스트리투 드 브라간사[*], IPA: [bɾɐˈɣɐ̃sɐ])은 포르투갈 노르트 지방에 위치한 포르투갈의 현이다. 현도는 브라간사 시다.

## 자치단체
브라간사 현은 12개 자치단체로 이뤄져 있다.
- 알판데가다페 (Alfândega da Fé)
- 브라간사 (Bragança)
- 카하제다드안시앙이스 (Carrazeda de Ansiães)
- 프레이슈드이스파다아신타 (Freixo de Espada à Cinta)
- 마세두드카발레이루스 (Macedo de Cavaleiros)
- 미란다두도루 (Miranda do Douro)
- 미란델라 (Mirandela)
- 모가도루 (Mogadouro)
- 몽코르부 (Moncorvo)
- 빌라플로르 (Vila Flor)
- 비미오주 (Vimioso)
- 비냐이스 (Vinhais)